# Kan ha diskan
Kan ha diskan - naprzemienny tradycyjny śpiew bretoński. Najczęściej pieśni kan ha diskan wykonywane są przez dwóch śpiewaków: kanera i diskanera. Kaner podaje melodię i słowa, diskaner dołącza się do jego śpiewu pod koniec frazy muzycznej, którą następnie sam powtarza (czasami z niewielkimi "ubarwieniami muzycznymi" - zmianami).
Pieśni te są pieśniami śpiewanymi do tańca. Idea kan ha diskan polega na tym, by "śpiew nigdy się nie kończył" (tańce bretońskie najczęściej są tańcami "zataczającymi krąg", czyli tańcami kręgu). Najbardziej znani śpiewacy w Bretanii to pokolenie, które już odeszło lub odchodzi: siostry Goadec i bracia Morvan oraz współcześnie propagujący kan ha diskan, uznani w Bretanii śpiewacy: Yann Fanch Kemener, Annie Ebrel, Marcel Gouilloux, Erik Marchand, Marthe Vessalo.